# Лугана-Векк'я
Лугана-Векк'я (італ. Lugana Vecchia) — пам'ятка археології Італії, доісторичне пальове поселення 2500—1000 років до н. е. Розташоване в озерному басейні льодовикового походження у моренному амфітеатрі озера Гарда, на території комуни Сірміоне (провінція Брешія, Ломбардія), навпроти місцевості Коломбаре зі східного боку півострова Сірміоне. Під № 1363—094 входить до групи зі 111 пальових поселень, внесених до Світової спадщини ЮНЕСКО.

## Історія
У 1970-х роках від дайверів, що тренувалися у даній ділянці озера Гарда, почали поступати численні повідомлення про залишки дивних будівель на дні озера. Втім, офіційне відкриття пальового поселення Лугана-Векк'я датоване 1996 роком, коли дослідники з Мантуї та Поццоленго проводили на озері підводні зйомки.
Поселення розташовувалося приблизно за 100 м від берегової лінії на ділянці площею 125×90 м. Дендрохронологічний аналіз, проведений у 2006 році, виявив, що палі виготовлені з деревини дубу (73 %), дубу бурґундського (7 %) та в'яза (20 %). Також аналіз 2006 року показав, що найдавніша деревина з поселення Лугана-Векк'я датована 1859 роком до н. е. (± 10 років).  Дослідження плану поселення площею 2,59 га виявило велику, близько 100 м², центральну ділянку, де розташовувалися великі палі, та ділянку з меншими за розміром палями, яка, ймовірно, слугувала проходом від будинків до суші.
При дослідженнях пам'ятки археологи виявили значну кількість артефактів бронзової доби, а деякі з яких належали навіть до більш раннього періоду неоліту. Багатство та різноманітність знахідок з бронзи — кинджали, шпильки, вістря гарпунів, дротики, зливки з бронзи, шлак тощо — дозволяє припустити, що поселення Лугана-Векк'я було засноване на початку бронзової доби та існувало до пізньої бронзи. Ці археологічні знахідки зберігаються в археологічному музеї Сірміоне та Міському археологічному музеї Джованні Рамботті у Дезенцано-дель-Гарда.
У червні 2011 року пальове поселення Лугана-Векк'я внесли до Списку світової спадщини ЮНЕСКО як частину трансальпійського серійного об'єкту «Доісторичні пальові поселення в Альпах».